# Morning Glory (Texas)
Morning Glory és una concentració de població designada pel cens dels Estats Units a l'estat de Texas. Segons el cens del 2009 tenia 618 habitants.

## Demografia
Segons el cens del 2000, Morning Glory tenia 627 habitants, 145 habitatges, i 140 famílies. La densitat de població era de 226,2 habitants/km².
Dels 145 habitatges en un 66,9% hi vivien nens de menys de 18 anys, en un 80,7% hi vivien parelles casades, en un 11% dones solteres, i en un 3,4% no eren unitats familiars. En el 2,8% dels habitatges hi vivien persones soles el 0,7% de les quals corresponia a persones de 65 anys o més que vivien soles. El nombre mitjà de persones vivint en cada habitatge era de 4,32 i el nombre mitjà de persones que vivien en cada família era de 4,41.
Per edats la població es repartia de la següent manera: un 42,4% tenia menys de 18 anys, un 10,4% entre 18 i 24, un 28,2% entre 25 i 44, un 15,2% de 45 a 60 i un 3,8% 65 anys o més.
L'edat mediana era de 23 anys. Per cada 100 dones de 18 o més anys hi havia 97,3 homes.
La renda mediana per habitatge era de 31.154$ i la renda mediana per família de 30.096$. Els homes tenien una renda mediana de 21.250$ mentre que les dones 13.750$. La renda per capita de la població era de 7.754$. Aproximadament el 8,9% de les famílies i el 10,4% de la població estaven per davall del llindar de pobresa.

## Poblacions més properes
El següent diagrama mostra les poblacions més properes.